# Chaerilidae
Famille
Les Chaerilidae sont une famille de scorpions.
Ils sont rarement maintenus en captivité.

## Distribution
Les espèces de cette famille se rencontrent en Asie du Sud en Asie du Sud-Est et Chine dans les Sud du  Tibet,.

## Habitat
On peut les trouver principalement sous des pierres ou dans des arbres tombés dans des conditions très humides.

## Liste des genres
Selon The Scorpion Files (31/05/2020) :
- Chaerilus Simon, 1877

Selon World Spider Catalog (version 20.5, 2020) :
- † Electrochaerilus Santiago-Blay, Fet, Soleglad & Anderson, 2004

## Systématique et taxinomie
Santiago-Blay, Fet, Soleglad et Anderson répartissent les genres en deux sous-familles les Chaerilinae avec Chaerilus et les Electrochaerilinae avec Electrochaerilus.

## Publication originale
- Pocock, 1893 : Notes on the classification of Scorpions, followed by some observations upon synonymy, with descriptions of new genera and species. Annals and Magazine of Natural History, sér. 6, vol. 12, p. 303–330 (texte intégral).